# Heathers: The Musical
Heathers: El Musical es un musical con música, letras y libreto hecho por Laurence O'Keefe y Kevin Murphy, en el cual se basó en la película con el mismo nombre escrita por Daniel Waters. Los productores incluyen a J. Todd Harris, Amy Power, RJ Hendricks, y Andy Cohen. Después de una prueba con entradas agotadas en Los Ángeles , el programa se mudó a Off-Broadway en 2014. Después de la presentación en 2014, el programa tuvo una presentación en Off-West End en 2018 y luego se transfirió al West End en 2018 para un compromiso limitado.
Aunque el programa es una comedia negra de gran energía , abre conversaciones sobre temas oscuros, como el acoso escolar, el suicidio de adolescentes , la agresión sexual y la violencia escolar. .

## Sinopsis

### Acto 1
En 1989, Veronica Sawyer, de 17 años, se desespera en la infernal jerarquía social de Westerberg High School, donde estudiantes como Martha Dunnstock (la mejor amiga de Veronica), de talla grande, son atormentados por los deportistas Ram Sweeney y Kurt Kelly, y la escuela está gobernada por las Heathers: la débil voluntad de Heather McNamara, la bulímica y mezquina Heather Duke y la "perra mítica" Heather Chandler. Cuando el talento de Veronica para la falsificación evita una amonestación  a las Heather, estas le dan un cambio de imagen y la elevan a su círculo íntimo ("Beautiful").
Chandler descubre el enamoramiento de Martha por Ram y le ordena a Veronica que falsifique una carta de amor de él a Martha; tentando a Veronica con la promesa de popularidad ("Candy Store"). El misterioso chico nuevo que cita poesía, Jason "JD" Dean, critica a Veronica por traicionar a su amiga. Después de que JD gana una pelea contra Ram y Kurt, Veronica se encuentra inesperadamente atraída por él ("Fight for Me"). Los padres de Verónica le confiesan a su hija que no están seguros de que les gusten sus nuevos amigos y que preferirían que ella volviera a ser amiga de Martha. ("Candy Store (Playoff)").
Veronica coquetea con JD en un 7-Eleven , donde ensalza las virtudes del Slurpee para adormecer su dolor ("Freeze Your Brain"). En la fiesta de bienvenida de Ram, Veronica se emborracha y se droga cada vez más ("Big Fun"). Cuando los Heather le hacen una broma cruel a Martha, Veronica renuncia enojada a la camarilla y vomita sobre Chandler. Con su reputación en ruinas, Veronica irrumpe en la habitación de JD y tiene relaciones sexuales con él ("Dead Girl Walking").
Después de sufrir sueños atormentadores ("Veronica's Chandler Nightmare"), Veronica, con JD a cuestas, se disculpa con Chandler y mezcla curas para la resaca para ellos. JD agrega un limpiador de drenaje tóxico a su taza como una broma, pero las tazas se cambian accidentalmente. JD se da cuenta de esto, pero no le dice nada a Veronica. Chandler bebe de la taza envenenada o de químicos fuertes no apto para el consumo humano y muere. Veronica entra en pánico, pero JD la convence de falsificar una nota de suicidio; que pinta a un Chandler más complejo e incomprendido. Esta versión ficticia de ella se gana la simpatía de la escuela y se vuelve aún más adorada en la muerte que en la vida ("The Me Inside of Me").
Veronica intenta seguir con su vida normal, pero el fantasma de Chandler la regaña y se burla de ella. Ella trata de rescatar a las Heather de Kurt y Ram borrachos, quienes le ruegan agresivamente por sexo, pero ella les da más alcohol hasta que se desmayan ("Blue" o "De nada"). Duke asume el estatus de Chandler y el simbólico coletero rojo, mientras que Ram y Kurt les cuentan a todos que tuvieron sexo con Veronica ("Blue (Reprise)" o "Never Shut Up Again"). Veronica es tildada de puta ("Blue" (Playoff), no incluida en West End y futuras producciones), y cuando JD ataca a los deportistas para defenderla, lo golpean salvajemente.
JD y Veronica se consuelan mutuamente y planean una broma vengativa: ella atraerá a los deportistas al cementerio con la promesa de hacer realidad su trío ficticio, luego juntos les dispararán con balas tranquilizantes " Ich lüge " para noquearlos antes de dejar un nota de suicidio falsificada confesando que eran amantes homosexuales. Cuando llegan los deportistas, JD dispara a Ram pero Veronica falla el disparo a Kurt. Cuando se da cuenta de que Ram está muerto y que las balas son reales, JD mata a tiros a Kurt y proclama su amor eterno a una horrorizada Veronica ("Nuestro amor es Dios").

### Acto 2
En el funeral de Ram y Kurt, una angustiada Veronica reflexiona que podrían haber superado su inmadurez ("¿El baile de graduación o el infierno?"). Afligido, el papá de Ram regaña al papá de Kurt por seguir siendo homofóbico , hasta que este último besa repentinamente al primero, revelando su propia historia de amor secreta. La confesión trae catarsis y todos prometen hacer del mundo un lugar más tolerante ("My Dead Gay Son"). Convencido de que los asesinatos son por un bien mayor, JD insta a Veronica a que apunte a Duke a continuación. Ella se niega, por lo que él se queja de no hacer nada ante la injusticia, y revela que fue testigo del suicidio de su madre cuando era niño, lo que tensó la relación con su padre y provocó que se mudaran constantemente. Veronica le da un ultimátum: deja la violencia y vive una vida normal con ella o la pierdes para siempre ("Seventeen"). JD está de acuerdo y se reconcilian. Martha le dice a Veronica que sospecha que JD asesinó a los deportistas, creyendo que la "nota de amor" de Ram es una prueba. Veronica, instigada por el fantasma de Chandler, confiesa que falsificó la nota para humillar a Martha, quien sale corriendo llorando.
La consejera de orientación, la Sra. Fleming, celebra una asamblea de terapia televisada ("Shine a Light"). Ella insta a todos a revelar sus miedos e inseguridades, pero solo McNamara admite pensamientos suicidas ("Lifeboat"). Duke se burla de ella y enloquece a los estudiantes. Veronica arremete y deja escapar una confesión: "¡No se suicidaron! ¡Yo los maté!" — pero todos se ríen burlonamente, creyendo que solo está desesperada por llamar la atención. Poco después, McNamara intenta suicidarse con una sobredosis en el baño, mientras Heather Duke se burla de ella en su subconsciente ("Shine a Light (Reprise)"), pero Veronica la detiene. JD, que lleva un arma, intenta persuadir a Veronica para que mate a Duke una vez más. Al darse cuenta de lo inestable que es, Veronica rompe con él. ("I Say No" en la versión del West End)
JD chantajea a Duke para que haga que el alumnado firme una petición. Martha, de luto por Ram, salta de un puente ("Kindergarten Boyfriend");pero sobrevive. Veronica corre al hospital, provocada por los fantasmas de Kurt, Ram y Chandler; con sus padres intentando asegurarle que han pasado por todo lo que ella está pasando ("Yo Girl"). Ella regresa a casa, donde JD irrumpe. Mientras se atrinchera en el armario, él revela que la petición, firmada por todos los estudiantes, es en realidad una nota de suicidio masivo, junto con sus planes para hacer estallar el mitin y hacer que parezca un suicidio en masa. Abre el armario para encontrar a Veronica colgando de una soga. Afligido por la pena, se va para completar su plan ("Meant to Be Yours").
Veronica, habiendo fingido su suicidio, corre para detener a JD ("Dead Girl Walking (Reprise)"). Ella se enfrenta a él en la sala de calderas, pero en su lucha, JD recibe un disparo. Incapaz de desactivar la bomba, Veronica la lleva al campo de fútbol vacío. JD la convence de que le deje tomar la bomba ("I am Damaged"). Explota, matándolo solo.
Al regresar a la escuela, Veronica toma el coletero rojo de Duke y termina la era del ridículo social. Veronica invita a Martha y a los 2 Heathers restantes a pasar el rato, alquilar una película y ser niños antes de que termine la infancia ("Seventeen (Reprise)").

## Números musicales
|  | Act I - "Beautiful" – Veronica, H. Chandler, H. McNamara, H. Duke, Kurt, Ram, Martha, Ms. Fleming and Company - "Candy Store" – H. Chandler, H. McNamara and H. Duke - "Fight for Me" – Veronica and Students - "Candy Store" (Playoff) † – H. Chandler, H. McNamara and H. Duke - "Freeze Your Brain" – J.D. - "Big Fun" – Ram, Kurt, Veronica, H. Chandler, H. McNamara, H. Duke and Students - "Dead Girl Walking" – Veronica and J.D. - "Veronica's Chandler Nightmare" † – H. Chandler and Company - "The Me Inside of Me" – H. Chandler, Veronica, J.D., Ms. Fleming, Principal, Coach, Cops and Company - "Blue" (2010-2018) – Ram, Kurt, H. Duke and H. McNamara - "You're Welcome" (2018–present) †† – Ram, Kurt, Veronica - "Blue" (Reprise, 2010–2018) † – Ram, Kurt, H. Duke, H. McNamara and Students - "Never Shut Up Again" (2018–present) †† – H. Duke, Ram, Kurt and Ensemble (Replaces "Blue" (Reprise) from the high school version) - "Blue" (Playoff, 2010–2018) † – Students - "Our Love Is God" – J.D., Veronica, Ram, Kurt and Company | Act II - "Prom or Hell?" † – Veronica - "My Dead Gay Son" – Ram's Dad, Kurt's Dad and Mourners - "Seventeen" – Veronica and J.D. - "Shine a Light" – Ms. Fleming and Students - "Lifeboat" – H. McNamara - "Shine a Light" (Reprise) – H. Duke and Students - "I Say No" (2018–present) †† – Veronica and Ensemble - "Hey Yo, Westerberg" † – H. McNamara and Students - "Kindergarten Boyfriend" – Martha - "Yo Girl" – H. Chandler, Ram, Kurt, Veronica and Veronica's Mom - "Meant to Be Yours" – J.D. and Students - "Dead Girl Walking" (Reprise) – Veronica, J.D., Ms. Fleming, and Students - "I Am Damaged" – J.D. and Veronica - "Seventeen" (Reprise) – Veronica, Martha, H. McNamara, H.Duke and Company |

† No aparece en ninguna de las grabaciones del elenco.
†† Canciones añadidas a la versión del West End y todas las producciones futuras.
"You're Welcome" reemplaza a "Blue", una canción en World Premiere Cast Recording. "De nada" fue escrito originalmente por O'Keefe y Murphy para la edición de High School, pero se agregó al programa oficial a partir de la producción de Londres de 2018. O'Keefe y Murphy prefirieron "De nada", ya que habían llegado a sentir que "Blue" era un poco vago y, sin darse cuenta, habían trivializado los temores del personaje principal (dado que Veronica está acorralada por dos estrellas de fútbol de la escuela secundaria borrachas y tituladas). que se negó a escuchar la palabra "no"). Si bien "Blue" no contenía diálogos para Veronica, por el contrario, "De nada" le permite a Veronica expresar sus miedos y resolver su problema, derrotando a sus agresores de manera decisiva.
También se agregó una nueva canción para Heather Duke, "Never Shut Up Again", para la carrera de Londres, en reemplazo de "Blue (Reprise)". Para el taller de 2017, hubo una canción diferente para reemplazar "Blue (Reprise)", que se convirtió en "Big Fun (Reprise)", parte de la cual ahora se incluye en "Never Shut Up Again". En la última semana en The Other Palace, los autores agregaron una nueva canción después de "Shine a Light (Reprise)" llamada "I Say No", en la que Veronica finalmente deja a JD cuando le propone volver a asesinar, diciéndole "necesitas ayuda que no puedo proporcionar" y abandonarlo. La canción permaneció en el programa durante la carrera de Haymarket y se lanzó el 15 de febrero de 2019 como el primer sencillo del álbum del elenco de West End.

## Background
Andy Cohen y J. Todd Harris obtuvieron los derechos de Daniel Waters  (el guionista de la película) e inmediatamente pensaron en  Andy Fickman para dirigir. Después de ver el trabajo de Laurence O'Keefe con  Legally Blonde  y cómo hizo la transición del cine al teatro, decidió emparejarlo con el  colaborador  de Reefer Madness , Kevin Murphy . Originalmente, la letrista  Amy Powers estaba en el equipo creativo, pero pasó a unirse a los productores Cohen y Harris. Fickman, Murphy y O'Keefe también fueron productores de las producciones originales en Los Ángeles y Nueva York. Fickman dijo de la experiencia, "descubrimos que  Heathers dio una gran oportunidad para los comentarios de los 80 y una gran oportunidad para la música y la narración"

## Producciones

### Desarrollo
En 2009 se llevaron a cabo en Los Ángeles tres lecturas privadas del trabajo en curso, cada una protagonizada por Kristen Bell como Veronica. La primera fue en marzo en las oficinas de Beverly Hills de Endeavour Agency (protagonizada por Christian Campbell como JD); la segunda en junio en el Hudson Theatre en Santa Mónica Boulevard (protagonizada por Scott Porter como JD); y la tercera en diciembre en el Coast Theatre de West Hollywood, protagonizada por James Snyder como JD En cada lectura, Jenna Leigh Green , Corri English y Christine Lakin interpretaron a Heather Chandler, Heather McNamara y Heather Duke respectivamente..
El 13 y 14 de septiembre de 2010, Heathers se presentó como un concierto en Joe's Pub . El programa fue dirigido por Andy Fickman y protagonizado por Annaleigh Ashford como Veronica Sawyer, Jeremy Jordan como Jason Dean, Jenna Leigh Green como Heather Chandler, Corri English como Heather McNamara y Christine Lakin como Heather Duke, James Snyder como Kurt Kelly, PJ. Griffith como Ram Sweeney, Julie Garnyé como Martha "Dumptruck" Dunnstock, Eric Leviton como el papá de Ram, Kevin Pariseau como el papá/director de Kurt, Jill Abramovitz como la Sra. Fleming/mamá de Veronica, Tom Compton como Hipster Dork/Preppy Kid, Alex Ellis como Chica Gótica/Profesora de Inglés/Joven Republicanette, y Kelly Karbacz como Stoner Chick/psicóloga escolar.

### Los Ángeles
El espectáculo se presentó en el Hudson Backstage Theatre en Los Ángeles para un compromiso limitado los fines de semana del 21 de septiembre de 2013 al 6 de octubre de 2013. El elenco incluía a Barrett Wilbert Weed como Veronica, Ryan McCartan como JD, Sarah Halford como Heather Chandler, Kristolyn Lloyd como Heather Duke y Elle McLemore como Heather McNamara. McLemore fue la única Heather que permaneció con el elenco cuando el programa se transfirió a Off-Broadway, pero después de que Alice Lee dejó la producción, Kristolyn Lloyd retomó su papel de Heather Duke. La producción musical fue dirigida por Ryan Shore .

### Fuera-Broadway
En 2013, se anunció que Heathers: The Musical se llevaría a Off-Broadway, y las vistas previas comenzarían en marzo en New World Stages , dirigida por Andy Fickman . Coincidentemente, New World es también el nombre del distribuidor de la película original. En febrero de 2014, se anunció el elenco, que incluía a Barrett Wilbert Weed , Ryan McCartan y Elle McLemore retomando sus papeles como Veronica, JD y Heather McNamara, respectivamente, con nuevas incorporaciones al elenco como Jessica Keenan Wynn como Heather Chandler, Alice Lee . como Heather Duke y el ganador del Tony Award fue Anthony Crivello como Bill Sweeney/'Big Bud' Dean. El programa comenzó a ver avances el 15 de marzo de 2014 y se inauguró el 31 de marzo de 2014.
Se grabó un álbum del elenco del 15 al 16 de abril de 2014, con un lanzamiento digital y en la tienda el 17 de junio de 2014.  Se lanzó una semana antes, el 10 de junio de 2014.
Heathers: The Musical realizó su presentación final en New World Stages el 4 de agosto de 2014.

### Londres
Se abrió un taller del musical en The Other Palace, Londres, que realizó 5 presentaciones en el estudio del 30 de mayo al 3 de junio de 2017. El taller contó con Charlotte Wakefield como Veronica Sawyer.
Después del taller, el musical tuvo su estreno oficial en Londres en el Theatre at The Other Palace, Londres, del 9 de junio al 4 de agosto de 2018, protagonizado por Carrie Hope Fletcher como Veronica Sawyer y Jamie Muscato como JD. La producción está producida por Bill Kenwright y Paul Taylor-Mills, dirigida nuevamente por Andy Fickman y con el coreógrafo/director asociado Gary Lloyd. Para la producción de Londres, "Blue" se cambió por la nueva canción "You're Welcome" y Heather Duke recibió su propia canción "Never Shut Up Again", así como algunos cambios en el guion.
Heathers se transfirió al West End en el Theatre Royal Haymarket , desde el 3 de septiembre de 2018 hasta el 24 de noviembre de 2018. Una nueva canción para Veronica, "I Say No", así como algunos cambios de guion para Acto 2 se agregaron para la transferencia.
El 1 de marzo se lanzó una grabación del elenco de West End en Ghostlight Records. El álbum se estrenó en el n. ° 1 en las listas de bandas sonoras de iTunes UK y en el n. ° 2 en las listas de álbumes de iTunes UK. El álbum se estrenó en el puesto 24 en la lista de álbumes oficiales.
El 3 de marzo de 2019, Heathers The Musical ganó el premio al Mejor Musical Nuevo en los premios WhatsOnStage de Londres . Carrie Hope Fletcher también ganó como Mejor Actriz en un Musical.

### Gira por el Reino Unido y avivamientos del West End
El 3 de octubre de 2019, se anunció a través de la cuenta de Twitter de Bill Kenwright LTD que el programa se embarcaría en una gira por el Reino Unido en 2020 que luego se pospuso hasta 2021 debido a la pandemia de coronavirus. La gira se inauguró en Leeds el 5 de agosto de 2021 antes de visitar Liverpool , Nottingham , Newcastle , Sheffield , Birmingham , Canterbury , Mánchester , Belfast , Dublín , Brighton , Wimbledon , Bristol , Milton Keynes , High Wycombe , Cardiff .y terminando en Edimburgo .. El 8 de abril de 2021, se anunció que Heathers: The Musical regresaría al West End el 21 de junio de 2021 y se presentará en el Theatre Royal Haymarket hasta el 11 de septiembre de 2021. El renacimiento del West End El elenco se anunció el 28 de mayo, con Jodie Steele retomando su papel de Heather Chandler..
Se anunció otro renacimiento en Londres, denominado "Homecoming", con una presentación limitada en The Other Palace . Los miembros del conjunto West End Revival Teleri Hughes e Iván Fernández González regresaron a la producción, al igual que Lizzie Bea, quien interpretó a Martha Dunnstock durante el West End Workshop. La ejecución de 2022 en The Other Palace se fijó para una ejecución limitada que finalizaría el 20 de febrero, antes de anunciar su ejecución extendida hasta el 1 de mayo de 2022. Luego extendió su ejecución aún más, hasta el 4 de septiembre de 2022.es extienda su corrido más allá, hasta que septiembre 4.º 2022.

### Producciones regionales estadounidenses notables
En 2016, el Centro de Artes Escénicas de White Plains (WPPAC) presentó el estreno regional de Nueva York de la producción ante audiencias con entradas agotadas. Varias producciones locales han elegido a un actor no masculino como JD, como Ram's Head Theatrical Society de la Universidad de Stanford en mayo de 2021  con Emily Saletan como Janie ". JD" Decano..

### Australia
El estreno australiano de Heathers: The Musical en el Hayes Theatre de Sídney se llevó a cabo entre julio y agosto de 2015. Dirigida por Trevor Ashley con coreografía de Cameron Mitchell, fue protagonizada por Jaz Flowers como Veronica Sawyer, Stephen Madsen como JD, Lucy Maunder como Heather Chandler . , Erin Clare como Heather McNamara y Libby Asciak como Heather Duke. . La producción bien recibida se transfirió al año siguiente, con casi el mismo elenco, por temporadas en Brisbane (Playhouse, Queensland Performing Arts Center ) en enero de 2016, Melbourne (Playhouse, Arts Centre Melbourne ) en mayo de 2016 y Sydney teatro de la Ópera's Playhouse en junio de 2016.

### Brasil
El estreno brasileño de Heathers: The Musical en el Teatro Viradalata de São Paulo se realizó en octubre-noviembre de 2019. Traducido por Rafael Oliveira, Dirigido por Fernanda Chamma y Daniela Stirbulov, con coreografía de Mariana Barros, comenzó con Ana Luiza Ferreira como Verónica Sawyer, Diego Montez y Murilo Armacollo como JD, Bruna Vivolo y Gigi Debei como Heather Chandler, Veronica Goeldi y Mariana Fernandes como Heather Duke, Carol Amaral, Isa Castro y Luisa Valverde como Heather McNamara. La producción bien recibida pronto se anunció que regresaría en mayo-junio de 2020, pero fue cancelada debido a la pandemia de COVID-19.

### Argentina
En octubre de 2022, se anunció que una versión de Heathers se realizaría en Buenos Aires, Argentina. Esta sería dirigida por Fernando Dente, coreografiada por Vanesa García Millán y con Eugenia Gil Rodriguez como directora vocal. Días después del anuncio, se confirmó que se estrenaría el día 1 de julio de 2023 en el Teatro Ópera, al igual que se realizarían audiciones abiertas. 
De estas audiciones, salieron Julia Tozzi en el rol de la protagonista, Verónica Sawyer, Martina Loyato en el rol de Heather McNamara, Pablo Turturiello en el rol de Ram Sweeney, Rocío Caldés como Martha Lazzura, Santiago Toledo como Kurt Kelly, entre otros. El elenco se conforma también de "Chechu" Vargas como la Maestra Fleming, Sebastián Zilotto como Bill Sweeney, Andrés Passeri como Paul Kelly, Florencia Anca como Heather Duke, Nicolás Di Pace como Jason Dean "J.D" y Sofía Morandi como Heather Chandler. Además de un ensamble conformado por Ludmila Piovano, Ana Petrich, Paz Gutierrez, Lázaro Balista, Giuliana Tagliamonte, Nico Esquivel, Santiago Leguizamo y Sol Wainer, quien interpretará a Verónica en algunas funciones.
La versión en Argentina fue muy recibida y al agotar totalmente sus primeras dos funciones, agregaron más funciones en las vacaciones de invierno, de martes a domingo, hasta el 30 de julio del mismo año. Regresando el 26 de agosto, y realizando su última función del año el 21 de Diciembre, ahora en el Teatro Boradway de la ciudad de Buenos Aires
Heathers, El Musical había anunciado una gira por el interior del país, realizando un función en rosario el 23 de Septiembre en el Teatro Broadway. Además de anunciar una función en Córdoba el 1 de octubre en Quality Espacio, y el 14 de Octubre en La Plata en el Teatro Coliseo Podestá. Siendo estas últimas dos canceladas por motivos ajenos a la producción el 5 de Octubre. Paralelo a eliminación del álbum con las grabaciones de las canciones, lanzado el 14 de septiembre.

## Reparto
| Personajes                                        | Joe's Pub ((2010)) | Los Ángeles ((2013)) | Fuera-Broadway ((2014)) | Fuera-West End(2018) | West End(2018)       | Resurgimiento de West End ((2021) | Visita de Reino Unido ((2021) | Fuera-resurgimiento de West End ((2021) | Argentina ((2023)    |
| ------------------------------------------------- | ------------------ | -------------------- | ----------------------- | -------------------- | -------------------- | --------------------------------- | ----------------------------- | --------------------------------------- | -------------------- |
| Veronica Sawyer                                   | Annaleigh Ashford  | Barrett Wilbert Weed | Barrett Wilbert Weed    | Carrie Hope Fletcher | Carrie Hope Fletcher | Christina Bennington              | Rebecca Wickes                | Ailsa Davidson                          | Julia Tozzi          |
| Jason "J.D." Dean                                 | Jeremy Jordan      | Ryan McCartan        | Ryan McCartan           | Jamie Muscato        | Jamie Muscato        | Jordania Luke Gage                | Simon Gordon                  | Freddie King                            | Nicolás Di Pace      |
| Heather Chandler                                  | Jenna Leigh Verde  | Sarah Halford        | Jessica Keenan Wynn     | Jodie Steele         | Jodie Steele         | Jodie Steele                      | Maddison Firth                | Emma Kingston                           | Sofía Morandi        |
| Heather McNamara                                  | Corri Inglés       | Elle McLemore        | Elle McLemore           | Sophie Isaacs        | Sophie Isaacs        | Frances Mayli McCann              | Lizzy Parker                  | Teleri Hughes                           | Martina Loyato       |
| Heather Duke                                      | Christine Lakin    | Kristolyn Lloyd      | Alice Lee               | T han Williams       | T han Williams       | Bobbie Poco                       | Merryl Ansah                  | Inez Budd                               | Florencia Anca       |
| Martha Dunnstock                                  | Julie Garnye       | Katie Ladner         | Katie Ladner            | Jenny O'Leary        | Jenny O'Leary        | Madison Cisne                     | Mhairi Angus                  | Lizzie Bea                              | Rocío Caldés         |
| Ram Sweeney                                       | PJ Griffith        | Jon Eidson           | Jon Eidson              | Dominic Andersen     | Dominic Andersen     | Joaquin Pedro Valdes              | Rory Phelan                   | Tom Scanlon                             | Pablo Turturiello    |
| Kurt Kelly                                        | James Snyder       | Evan Todd            | Evan Todd               | Chris Chung          | Chris Chung          | Ross Harmon                       | Liam Doyle                    | George Maddison                         | Santiago Toledo      |
| Bill Sweeney / Big Bud Entrenador / Decano Ripper | Eric Leviton       | Rex Smith            | Anthony Crivello        | Edward Baruwa        | Nathan Amzi          | Simon Bailey                      | Kurt Kansley                  | Kieran Brown                            | Sebastían Ziliotto   |
| Paul Kelly /Señor Sawyer / Principal Gowan        | Kevin Pariseau     | Zachary Ford         | Daniel Cooney           | Jon Boydon           | Jon Boydon           | Steven Serlin                     | Andy Brady                    | Sam Ferriday                            | Andrés Passeri       |
| Mrs. Sawyer / Pauline Fleming                     | Jill Abramovitz    | Rena Strober         | Michelle Duffy          | Rebecca Lock         | Rebecca Lock         | Lauren Ward                       | Georgina Hagen                | Vicki Lee Taylor                        | La "Chechu" Vargas ‡ |

‡en un principio se anunció a Momi Giardina como el personaje de Miss Flemming. Pero por cuestiones de tiempo, lo debutó La Chechu Vargas
En la adaptación de Argentina, en la función del 21 de diciembre, el personaje de Heather Chandler fue interpretado por Carolina Domenech, reemplazando a Sofía Morandi, quien no pudo asistir por cuestiones de tiempo.

## Recepción crítica

### Fuera-Broadway
Heathers: La carrera fuera de Broadway de 2014 de The Musical fue generalmente bien recibida tanto por la crítica como por el público. El musical fue elogiado por mantenerse fiel a la película sin dejar de tener sus propias adiciones originales a la historia. También se elogió la partitura y la coreografía del musical.
El musical, sin embargo, fue criticado por la duración y porque sus personajes no estaban a la altura del elenco de la película original. También ha sido criticado por tomar los temas oscuros del material de origen y desinfectarlos con música burbujeante y personajes de dibujos animados.
Marilyn Stasio , escribiendo para Variety , escribió: "[S]otros profesionales experimentados de la industria podrían recibir algunos consejos sobre lo que se debe y lo que no se debe hacer al adaptar el material de este tratamiento musical inteligentemente ejecutado de 'Heathers'". Elogió la letra, pero estaba no es fanático de la música, y escribe: "Incluso en su momento más vertiginoso, las letras nunca atontan a los personajes que las cantan. Ojalá pudiéramos decir lo mismo de la música, que es estridente y bla y no se parece en nada a la música que hizo los años 80 ."
David Rooney, de The Hollywood Reporter , declaró: "¿La comedia ácida gana algo al convertirse en un musical pop caricaturesco? Demonios, no. Pero como una extensión de los placeres perversos de la película, esta versión tiene sus encantos tontos, como lo demuestra el respuesta ruidosa de la audiencia predominantemente joven. No es exactamente muy (tomando prestado del lenguaje de Heather), pero para los fanáticos insaciables podría ser casi suficiente, y la puesta en escena hortera al estilo de la escuela secundaria parece de alguna manera apropiada".
El musical obtuvo dos de cinco estrellas de Alexis Soloski de The Guardian , quien escribió: "La adaptación fuera de Broadway de la película para adolescentes Winona Ryder/Christian Slater de 1988 es soleada y sarcástica, pero el tema oscuro requiere algo más perverso". ." Pero Elisabeth Vincentelli del New York Post le dio cuatro de cinco estrellas, escribiendo "El primer acto se mueve rápidamente mientras el director Andy Fickman y su elenco exprimen hasta la última gota cómica del guion y las canciones... La producción casi se descarrila en el Acto II, después de haber matado a sus antagonistas. La película tenía el mismo problema, pero aquí la cosmovisión edulcorada socava el gran final de su efectividad. Aun así, ver a "Heathers" en el escenario es una alegría"
Kyle Anderson de Entertainment Weekly fue más duro y le dio al musical una calificación C: " Heathers: The Musical pierde casi todo lo que hizo que la película fuera grandiosa, lo que la convierte no solo en una adaptación colosalmente decepcionante de una propiedad querida, sino también en una experiencia teatral generalmente desagradable. ."

### West End
La producción de Londres recibió una recepción mixta y algunos críticos la señalaron porque sintieron que temas complejos como la homosexualidad, la bulimia y el suicidio se tomaron a la ligera con un efecto cómico, haciendo que partes del programa se sintieran "anticuadas e incómodas para una audiencia de 2018"

## Premios y nominaciones

### Original Fuera-producción de Broadway
| Año  | Ceremonia de premio              | Categoría                                   | Candidato                       | Resultado |
| ---- | -------------------------------- | ------------------------------------------- | ------------------------------- | --------- |
| 2014 | Premios de Escritorio de la obra | Música excepcional                          | Laurence O'Keefe y Kevin Murphy |           |
| 2014 | Premios de Escritorio de la obra | Actriz excepcional en un Musical            | Barrett Wilbert Weed            |           |
| 2014 | Lucille Lortel Premio            | Actriz de Ventaja excepcional en un Musical | Barrett Wilbert Weed            |           |
| 2014 | Lucille Lortel Premio            | Coreógrafo excepcional                      | Marguerite Derricks             |           |

### Producción de Lado oeste original
| Año  | Ceremonia de premio  | Categoría                           | Candidato            | Resultado |
| ---- | -------------------- | ----------------------------------- | -------------------- | --------- |
| 2019 | WhatsOnStage Premios | Mejor Nuevo Musical                 | Mejor Nuevo Musical  |           |
| 2019 | WhatsOnStage Premios | Actor mejor en un Musical           | Jamie Muscato        |           |
| 2019 | WhatsOnStage Premios | Actriz mejor en un Musical          | Carrie Hope Fletcher |           |
| 2019 | WhatsOnStage Premios | Actriz De apoyo mejor en un Musical | Jodie Steele         |           |
| 2019 | WhatsOnStage Premios | Dirección mejor                     | Andy Fickman         |           |
| 2019 | WhatsOnStage Premios | Más Encendiendo Diseño              | Ben Cracknell        |           |

## Heathers: El Musical (High School Edición)
Después de su presentación fuera de Broadway en 2014, el musical ganó el estatus de culto entre el público que reflejaba a los personajes en la secundaria ficticia Westerberg High, y varias escuelas secundarias solicitaron los derechos de licencia; en consecuencia, se preparó una versión abreviada " PG-13 ", recientemente revisada por los escritores Laurence O'Keefe y Kevin Murphy, iTheatrics y la compañía de licencias Samuel French específicamente para producciones estudiantiles. Se eliminó la mayor parte de las blasfemias en el programa, "Big Fun", "Dead Girl Walking", y la mayoría de las canciones recibieron letras reescritas y una nueva canción, "You're Welcome" se escribió para el programa para reemplazar "Blue ". Desde entonces, los dramaturgos originales, O'Keefe y Murphy, han declarado públicamente que prefieren "De nada" a "Blue", y el cambio se realizó oficialmente para la producción londinense de Heathers en junio de 2018.
El estreno mundial de Heathers: The Musical (High School Edition) tuvo lugar el 15 de septiembre de 2016 en el Pearce Theatre, JJ Pearce High School , Richardson , Texas..

### Versión brasileña
La versión brasileña de Heathers: The Musical (High School Edition) o "Heathers - A Teen Musical" estaba programada para estrenarse en 2020 en Stunt Burger, pero debido a la pandemia de COVID-19 hizo algunos cambios. La versión fue bien recibida tanto por el público como por la crítica.

## En cultura popular
En 2019, una producción de la escuela secundaria del musical es el foco del episodio " Chapter Fifty-One: Big Fun " de Riverdale . El álbum del elenco de Riverdale del musical fue producido a través de WaterTower Music . Las letras de las canciones del episodio son de la High School Edition del musical con la mayoría de las blasfemias eliminadas.